# Italochrysa similis
Italochrysa similis är en insektsart som beskrevs av Bo Tjeder 1966. Italochrysa similis ingår i släktet Italochrysa och familjen guldögonsländor. Inga underarter finns listade i Catalogue of Life.